# 월터 올스턴
월터 이먼스 올스턴(Walter Emmons Alston, 1911년 12월 1일 ~ 1984년 10월 1일)은 전 미국의 프로 야구 선수이자, 감독이며 "스모키"(Smokey)라는 별명으로 잘 알려졌다. 그는 1954년과 1976년 사이에 브루클린과 로스앤젤레스 다저스를 감독하기로 가장 잘 알려졌다. 올스턴은 다저스와 함께 23개의 1년 계약을 맺었다. 그는 온화하고 과묵한 행실로 어쩌다 "조용한 남자"로 알려졌다.
올스턴은 오하이오주의 시골 지역에서 자라오고 마이애미 대학교에서 야구와 농구에 학교의 마크가 붙었다. 그의 메이저 리그 베이스볼 선수 경력이 1936년 세인트루이스 카디널스와 함께 하나의 경기와 하나의 타수로 이루어졌어도 그는 마이너 리그에서 몇몇의 시즌 동안 선수와 감독 생활을 할 수 있었다. 그의 복무는 근대 야구에서 처음으로 인종적으로 합류된 프로 팀 내슈아 다저스의 감독으로서 병역을 포함한다. 그는 브루클린 다저스의 클래스 AAA 마이너 리그 팀들에서 몇몇의 성공적인 시즌들 후에 1954년 브루클린 다저스를 감독하는 데 승진되었다.
메이저 리그의 감독으로서 올스턴은 다저스를 7개의 내셔널 리그 페넌트와 4개의 월드 시리즈 챔피언으로 이끌었다. 그의 1955년 팀은 클럽이 브루클린에 있던 동안 단 하나의 월드 시리즈 챔피언십 팀이었으며, 그들은 리그 역사상 여러 이전의 페넌트 우승 팀들보다 달력에서 일찍이 내셔널 리그 페넌트에 결말을 지었다. 올스턴은 2000개 이상의 경력 우승과 함께 은퇴하고 내셔널 리그 올스타 팀들을 7개의 승리로 감독하였다. 그는 6번이나 "올해의 감독"으로 선정되었다.
올스턴은 1983년 미국 야구 명예의 전당으로 선출되었다. 그해에 심근 경색을 겪어 1달간 입원하여 명예의 전당 헌액식에 참석하지 못하였다. 그는 완전히 회복하지 못하여 1984년 10월 1일 오하이오주 옥스퍼드의 병원에서 사망하였다.

## 어린 시절
오하이오주 베니스에서 태어난 올스턴은 모닝선에 있는 농장에서 자신의 어린 시절의 거의를 보내왔다. 올스턴이 10대였을 때 그의 가족은 대어타운으로 이주하였다. 그는 고등학교 시절의 투수로서 자신의 패스트볼의 속도 때문에 "스모키"(Smokey)라는 별명이 붙었다. 그는 1929년 고등학교를 졸업하고 다음 해 장기적 여자 친구 렐라 본 알렉산더와 결혼하였다.
1935년 올스턴은 마이애미 대학교에서 체육과 공예 기술에서 학위와 함께 졸업하였다.

## 선수 경력
올스턴은 1935년과 1936년 각각 그린우드 치프스와 헌팅턴 레드버즈를 위하여 내야수로서 마이너 리그 야구를 활약하였다. 1936년의 헌팅턴 팀을 위하여 그는 120개의 경기들에서 35개의 홈런을 쳤다. 올스턴의 단 하나의 메이저 리그 경기는 1936년 9월 27일 세인트루이스 카디널스와 함께였으며, 1루에서 조니 마이즈를 대신하였다.
올스턴은 자신의 잠시의 메이저 리그 베이스볼 출연 후에 마이너 리그로 돌아왔다. 그는 1937년 시즌을 휴스턴 버펄로스와 로체스터 레드윙스 사이에 갈라놓아 합쳐진 .229의 타구 평균을 위하여 안타하였다. 그는 또한 1938년 포츠머스 레드버즈를 위하여 활약하였으며 포츠머스가 단 하나의 미들 애틀랜틱 리그 챔피언십을 우승하면서 .311의 평균과 28개의 홈런과 함께 시즌을 끝냈다. 그는 1940년 포츠머스로 돌아와 28개의 홈런을 치고 시즌의 일부를 위하여 선수 겸 감독이었다. 그는 스프링필드 카디널스와 함께 다음 2개의 시즌들을 위하여 선수 겸 감독이었고, 1942년 투수로서 7개의 경기들에 나왔다. 그는 1943년 1루수와 3루수로서 로체스터로 돌아왔다. 그는 1944년과 1945년 자신이 선수 겸 감독이었던 트렌턴 패커스로 옮겼다. 올스턴은 세인트루이스 카디널스와 그를 선수로서 계약한 총장 브랜치 리키에 의하여 브루클린 다저스의 마이너 리그 제2군 리그 합동 운영제인 트렌턴 패커스에서 직업이 마련되어 왔다.
트렌턴과 자신의 2개의 시즌들 후에 올스턴은 20세기에 기초를 두어 처음으로 인종적으로 합류된 미국 야구 팀인 클래스 B 뉴잉글랜드 리그의 내슈아 다저스를 위한 선수 겸 감독을 지냈다. 올스턴은 흑인 다저스의 전망들 돈 뉴콤브와 로이 캄파넬라를 감독하며 1946년 내슈아를 뉴잉글랜드 타이틀로 이끌었다. 올스턴은 후에 자신이 인종적 논쟁들로 많은 숙고들을 주지 않고 그들이 얼마나 팀에 이익을 주는 것에 대하여 단순하게 생각했다고 말하였다. 올스턴은 다음 시즌에 푸에블로 다저스를 웨스턴 리그 타이틀로 이끌었다. 그는 자신의 마지막 프로 선수 출연들이 있던 2개의 경기들에서 선수로서 나왔다. 자신의 13년간 마이너 리그 선수 경력을 위하여 올스턴은 176개의 홈런과 함께 .295점을 쳤다. 하지만, 그는 1945년을 통하여 최고의 마이너 리그 분류였던 클래스 AA에서 535개의 타석에서 .239점 만을 쳤다.

## 감독 경력

### 마이너 리그
1948년 올스턴은 다저스의 클래스 AAA 제휴 팀인 세인트폴 세인츠를 86 승 68 패의 기록으로 감독하였다. 팀은 3위를 하여 앨 로페스에 의하여 감독된 인디애나폴리스 인디언스의 14개 뒤로 밀려났다. 그해에 올스터는 미국 협회를 인종적으로 합류시킨 캄파넬라를 다시 감독하였다. 대중매체는 캄파넬라를 위한 올스턴의 비평적이었으며, 그들은 포수가 리그를 인종적으로 합류하는 데 단순히 거기에 있었다고 말하였다. 캄파넬라는 35개의 경기들에서 13개의 홈런을 치고, 그가 다저스로 소집될 때 팬들은 당황하였다. 1949년의 세인츠는 93 승 60 패의 기록과 함께 끝내고 그 선수들 중 4명은 90개 이상의 타점을 수집하였다. 팀은 인디애나폴리스의 앞에서 절반의 경기에 1위를 하였다. 야구의 오프 시즌 동안에 올스턴은 대어타운에서 교사로서 일하였다.
1950년부터 1953년까지 올스턴은 다저스의 또다른 AAA 제휴 팀인 인터내셔널 리그의 몬트리올 로열스를 감독하였다. 팀은 올스턴의 재직 기간의 각각 시즌 동안에 86개와 95개의 경기들 사이에 이겼다. 1951년과 1953년 몬트리올은 거버너스 컵 플레이오프 토너먼트를 우승하였다. 올스턴은 많은 세월 후에 인터내셔널 리그 명예의 전당으로 헌액되었다.

### 메이저 리그

#### 브루클린 다저스

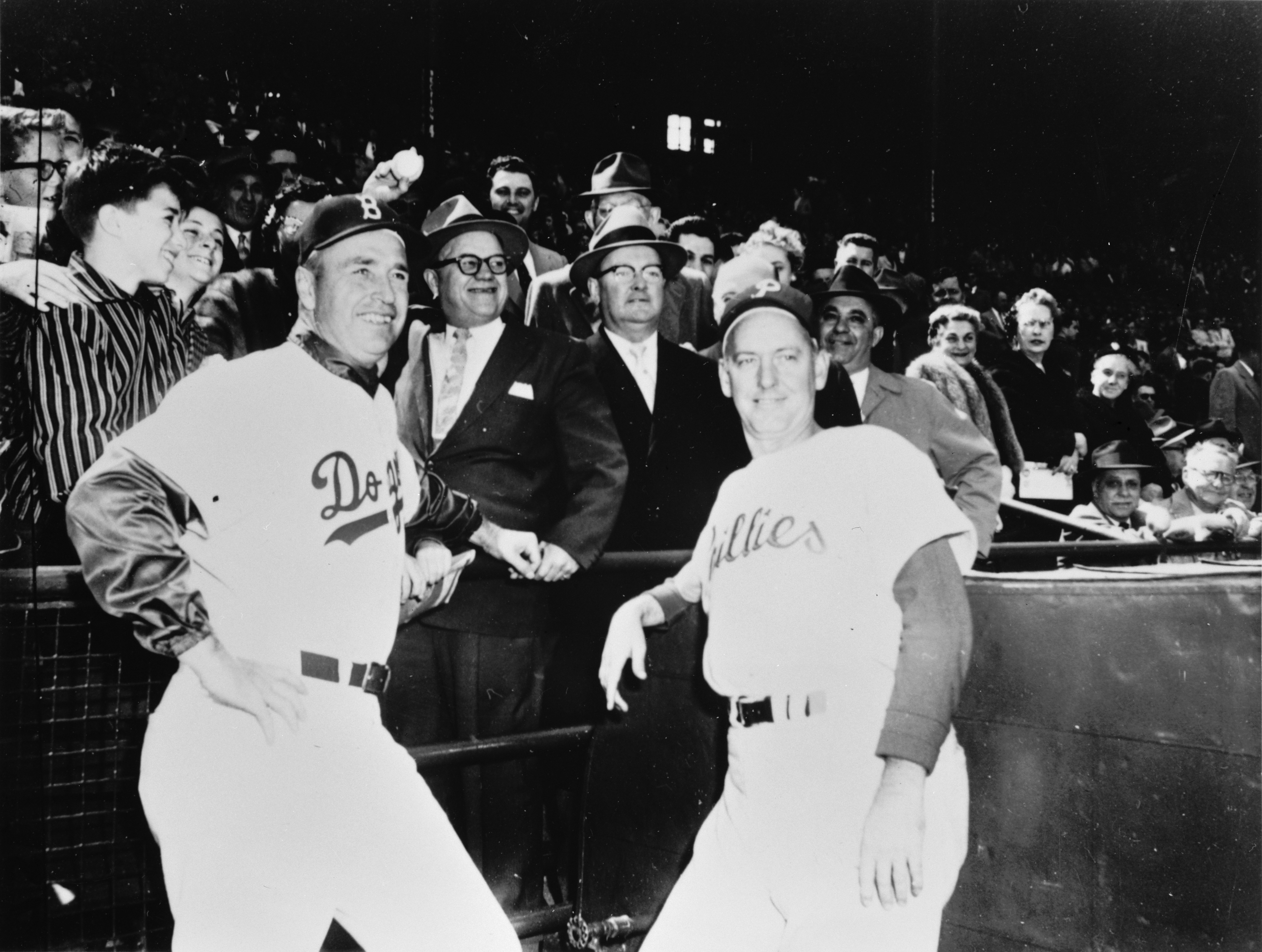
올스턴과 필라델피아 필리스의 감독 메이요 스미스 (1957년)

올스턴은 1954년 시즌을 위하여 브루클린 다저스의 감독으로 임명되었다. 그의 전임자 찰리 드레슨은 팀의 지도력이 그를 2년 혹은 3년 계약으로 맺는 것을 거부한 후 다저스로부터 배제되었다. 드레슨은 3년의 세월에 2개의 페넌트를 우승하고 거의 3번째 우승을 거두었다. 다저스의 총장 버지 배버시는 브루클린에서 올스턴이 기용되기 위하여 싸웠다. 올스턴을 브루클린으로 데려온 것은 팀의 역사로 배버시의 가장 큰 공헌으로서 묘사되었다.
즉시 자신의 조용한 자연으로 알려지게 된 올스턴은 어쩌다 "조용한 남자"로 불리었다. 올스턴의 성격은 더욱 거리낌없이 말하는 드레슨과 대조되었다. 스포츠 기자들은 올스턴이 말이 없는 이유로 처음에 그에 관하여 쓰는 데 어려움을 가졌다. 그는 또한 마이너 리그에서 많은 탐을 감독하였어도 자신의 선수들로부터 비평을 끌어들인 필드에 자신의 결정들에서 더욱 보수적으로 보였다. 돈 지머는 자신이 드레슨으로부터 더욱 많이 배우고 드레슨이 올스턴보다 야구에 대하여 더욱 많이 안다고 말하였다 재키 로빈슨도 그의 부인에 의하면 처음에 올스턴을 좋아하지 않았다고 한다.
1954년의 다저스는 길 호지스와 듀크 스나이더가 둘다 최소한 40개의 홈런을 치고 130개의 타점에 등록하면서 내셔널 리그에서 2위를 하였다.
1955년의 다저스는 강한 출발로 나갔다. 야구 협회의 기자 회견 문서는 올스턴이 의문점에 응답하는 데 과묵하고 10개의 연속적경기들을 우승해 온 감독같이 보이지 않았다는 것을 알아챘다. 그해의 브루클린 다저스는 페넌트와 단 하나의 월드 시리즈 챔피언십을 우승하였다. 그들은 내셔널 리그 역사상 여러 팀보다 한해에 일찍이 내셔널 리그 페넌트에 결말을 지었다. 월드 시리즈에서 올스턴은 9 승 10 패의 정규 시즌 기록을 가진 조니 포드리스를 출발시켜 3번째 7번째 경기들에서 포드리스는 양경기를 우승하였다. 그 투수는 시즌의 거의를 위하여 팔의 문제들과 분투해 왔다.
샌디 쿠팩스는 그 챔피언십 시즌 동안에 다저스를 위하여 투수로서 나타났다. 올스턴은 자신의 초기 경력에 쿠팩스를 이용하는 자신의 빈약에 재키 로빈슨과 다른 선수들에 의하여 비판을 받았다. 쿠팩스의 2번째 메이저 리그 베이스볼 출발이 있는 동안에 그는 완봉을 투구하여 2개의 안타들을 포기하고 14명의 타자들을 스트라이크아웃 시켰다. 하지만 그 성공은 쿠팩스를 위하여 수많은 기회들을 상기시키지 않았다. 그 투수는 그 시즌에 12개의 경기들 만에 나와 거의 구원 투수로 활약하였다.
1956년의 팀은 내셔널 리그 챔피언으로서 되풀이하였고, 팀은 리그를 이끄는 43개의 홈런을 친 듀크 스나이더의 활약에 의하여 지지되었다. 그들은 1957년 3위로 떨어졌다.

#### 로스앤젤레스 다저스에서 초기의 세월
다저스가 브루클린에서 로스앤젤레스로 옮긴 후 클럽의 첫 시즌인 1958년에 팀은 71 승 83 패와 함께 7위를 하였다. 올스턴의 비평은 그 시즌 동안에 쌓아올려지기 시작하였으나 그는 다저스를 1959년의 월드 시리즈로 이끌었다. 1959년 팀의 6명의 선수들은 22세의 돈 드라이즈데일이 17개의 우승과 함께 팀의 투수들을 지도한 동안 홈런에서 2자리 수의 총계와 함께 끝냈다. 월리 문을 포함한 몇몇의 로스앤젤레스 다저스 선수들은 1950년대 후반과 1960년대에 올스턴을 결정적이 아닌 성격으로 묘사하였다. 하지만 문은 후에 올스턴이 자신의 선수들의 외부에 좋은 총 마일수를 가진 좋은 감독으로 묘사하였다.
1960년 내셔널 리그 올스타 팀을 감독한 올스턴은 올스타 로스터에서 밀워키 브레이브스의 투수들 워런 스판과 루 버딧을 떼어버릴 때 어떤 논쟁들을 끌어들였다. 야구 협회 기자 회견은 그때 밀워키에서 감독을 맡고 있던 드레슨에 생략이 직접 놀림을 당해왔다고 말하였다. 1960년의 다저스는 4위를 하였다. 이듬해 팀은 베테랑 선수 스나이더가 팔이 부러지면서 2달을 놓친 후 2위를 하였다. 다저스는 1962년의 내셔널 리그 페넌트 경주에서 지도력을 잃고 올스턴과 코치 리오 듀로처가 해고당했다는 소문이 퍼졌으나 팀은 1963년을 위하여 양분을 유지하였다.
다저스는 1963년 월드 시리즈를 우승하였다. 이 시리즈는 4개의 경기들에서 뉴욕 양키스가 월드 시리즈를 패해 온 처음으로 대표하였다. 쿠팩스가 2개의 경기들에 23명의 타자들을
스트라이크아웃 시키고, 3번째 경기에서 드라이즈데일이 완봉을 던지면서 올스턴의 투수들은 뛰어났다. 4개의 경기들에 올스턴은 시리즈에서 3명의 출발 투수들과 1명의 구원 투수들 만을 고용하였다. 1964년 팀은 몇년의 자신들의 첫 패배 시즌에서 80 승 82 패로 끝냈다. 올스턴은 팀들에게 앞길로 나가는 동기를 주는 데 팀의 1964년 상연을 이용하였다. 1965년 시즌이 오기 전 봄 훈련에서 그는 팀들이 이전 이전에서 가진 어려움들을 잊어버리지 않게 하려고 말하였다.
다저스는 1965년 월드 시리즈로 돌아왔다. 올스턴은 쿠팩스가 욤 키푸르를 감시하고 있던 이유로 시리즈의 개막 경기에서 그의 최고 투수 쿠팩스를 출발시킬 수 없었다. 대신 분투하며 2와 3분의 2 이닝들에 버티고 7개의 득덤을 항복한 드라이즈데일에게 눈을 돌렸다. 올스턴이 그를 옮기려고 투수판으로 오자, 드라이즈데일은 자신도 유대인이라고 말하였다. 팀은 첫 경기에서 패한 것을 회복하고 7개의 경기들에서 월드 시리즈를 우승하였다. 쿠팩스는 시리즈가 열리는 동안 3개의 경기들에 나와 2개의 완봉들을 등록하였다.
1960년대의 올스턴의 다저스 팀들은 드라이즈데일과 쿠팩스에 의한 강한 투구로부터 이익을 얻었다. 1966년 양선수는 봄 훈련에 거부당하고, 당시 야구에서 여러 선수들이 만들었던 것보다 더 많은 돈이었던 5십만 달러의 3년 계약들을 요구하였다. 선수들은 결국적으로 더욱 적은 양의 돈들을 위하여 계약을 맺었다. 드라이즈데일은 그해에 분투하였으나 쿠팩스는 27개의 경기들을 우승하였다. 다저스는 1966년 월드 시리즈로 갔으나 4개의 경기들에서 패하였다. 쿠팩스는 자신의 쓰라린 팔을 시험한 의사들의 조언에 시즌 후에 은퇴하였고, 드라이즈데일은 3년 후에 은퇴하였다. 양선수는 올스턴을 위하여 자신들의 전체 메이저 리그 경력들을 투구하였다.

#### 감독으로서 마지막 세월들

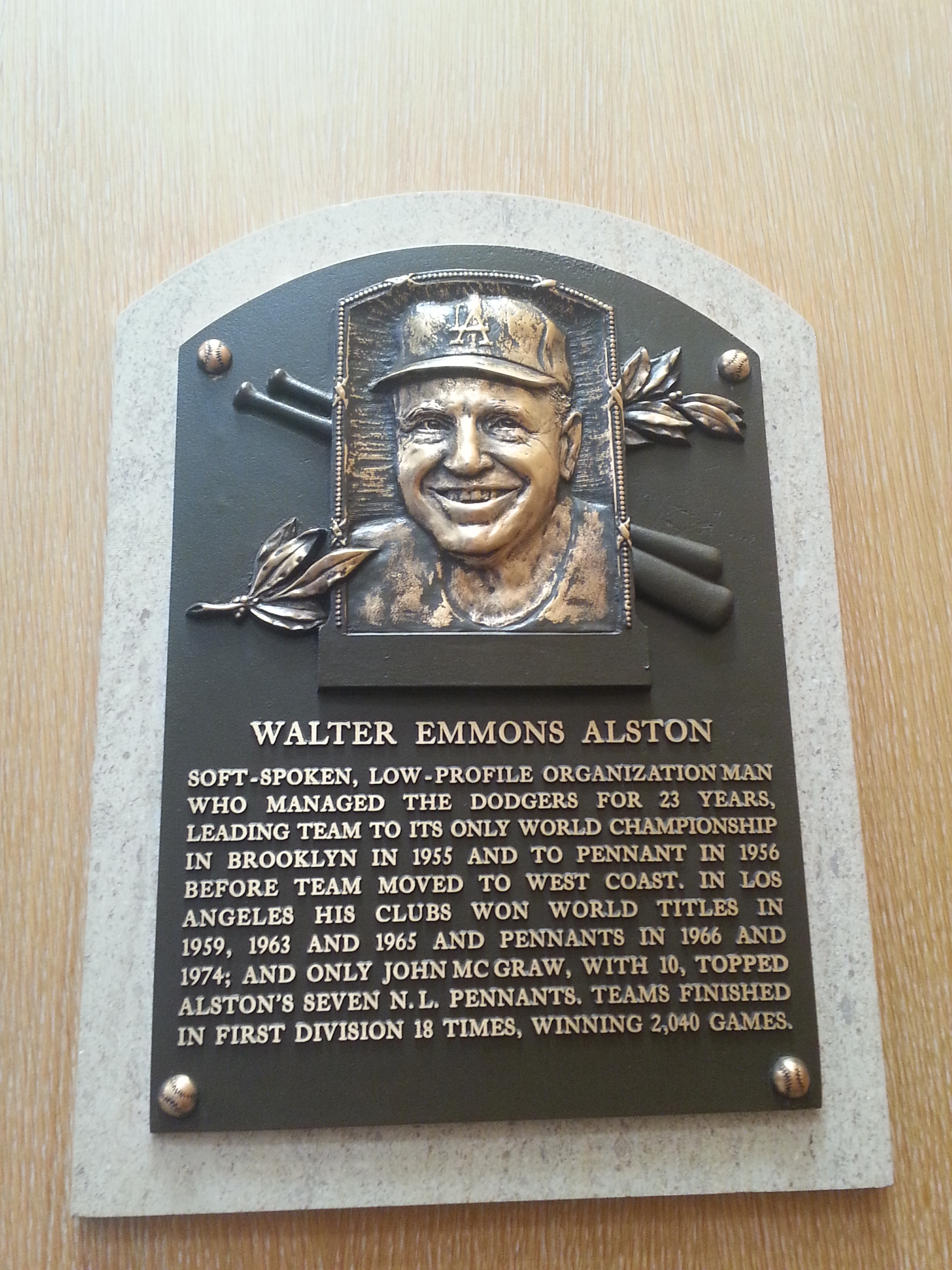
미국 야구 명예의 전당에서 올스턴의 각판

올스턴은 1969년과 1976년 사이에 한 시즌에 최소한 85개의 우승들로 팀들을 지도하였다. 그들은 그 순환 기간 동안 6번이나 자신들의 디비전에서 2위를 하였다. 팀은 1971년 페넌트로 매우 가까이 왔으며, 1위를 위한 자리의 11개의 경기들을 패한 후, 팀은 시즌 후반에 잘 상연하고 샌프란시스코 자이언츠에 밀린 1개의 경기를 끝냈다. 1973년 올스턴의 팀은 스티브 가비, 데이비 로페스, 빌 러셀과 론 세이의 내야수들을 나타냈다. 그 단체는 8년 동안 함께 활약하여 올스턴의 재직 기간의 마지막 이후 장기적으로 함께 남아있었다.
1974년 다저스는 내셔널 리그 페넌트를 우승하고, 오클랜드 애슬레틱스를 향하러 월드 시리즈로 갔다. 올스턴은 그 시즌에 106개의 경기들을 세운 기록에서 최종회의 마이크 마셜을 이용하였고, 마셜은 사이 영 상을 수상하였다. 올스턴은 자신이 마셜을 출발 선수로서 이용한 것으로 숙고할 때 어떤 대중매체의 주의를 받았다. 마셜은 시리즈의 5개의 경기들 전부에 나오고 말았으며 9개의 이닝들에서 1개의 득점을 포기하였으나 그는 경기를 시작하지 않았다. 다저스는 시리즈를 4개의 경기에 1개로 패하였다. 1975년과 1976년 다저스는 각각 88개와 92개의 경기들을 우승하였으나 양시즌에 1위의 밖으로 물러났다.
1976년 9월 올스턴은 시즌의 말기에 은퇴하겠다고 선언하였다. 올스턴은 2063개의 우승과 함께 은퇴하였다. 그는 6번이나 "올해의 감독"으로 선정되었다. 그는 9번이나 내셔널 리그 올스타 선수단을 감독하여 그 경기들 중 7개를 우승하였다.

## 후반의 생애와 영예

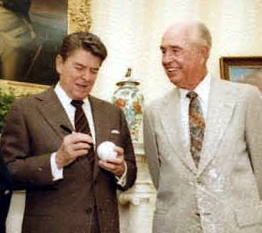
백악관에서 로널드 레이건 대통령과 함께 한 올스턴 (1982년)

다저스는 올스턴이 감독으로서 물러난 후 그의 등번호 24번을 영구 결번시켰고, 그는 그 명예를 받는 데 4번째 만의 다저스 선수였다. 그는 1983년 미국 야구 명예의 전당으로 선출되었다. 그해에 올스턴은 심근 경색을 겪어 1달간 병원에 입원하였다. 올스턴의 손자가 명예의 전당 헌액식에서 아픈 전 감독을 대표하려고 쿠퍼스타운으로 여행을 떠났다. 올스턴은 1984년 10월 1일 심근 경색의 합병증으로 옥스퍼드 병원에서 사망하였다. 그는 당시 72세였다. 그는 오하이오주 대어타운에 있는 공동 묘지에 안치되었다.
올스턴의 사망에 메이저 리그 베이스볼 커미셔너 피터 유버로스는 그를 야구의 거대한 감독들 중의 하나로 참조하였다. 전 다저스의 위대한 선수 스나이더는 올스턴과 임시의 언쟁을 인정하였으나 그는 올스턴이 감독을 맡은 각팀의 뚜렷한 힘들을 시용하는 데 뛰어났다고 말하였다. 올스턴 아래에서 코치를 맡고 감독으로서 그의 뒤를 이은 토미 라소다는 올스턴을 위하여 활약하는 것이 얼마나 쉬웠나에 소감을 남겼다.
올스턴은 또한 여성 스포츠 저널리스트들을 위한 장벽들을 깨는 데 도움을 주면서 신임을 얻기도 하였다. 1974년 10월 1일 다저스가 애스트로돔에서 내셔널 리그 페넌트에 결말을 지으려고 휴스턴 애스트로스를 꺾은 후, 그는 라커룸에서 경기 후의 기자 회견으로 아니타 마티니를 초청하였다. 그녀는 아무 메이저 리그 라커룸에서 허용된 첫 여성 저널리스트가 되었다.
오하이오 주립 고속도로 177은 1999년 월터 "스모키" 올스턴 메모리얼 고속도로로 이름이 지어졌다. 그는 2010년 인터내셔널 리그 명예의 전당으로 헌액되었다. 2013년 4월
로스앤젤레스 타임스는 사상 20명의 거대한 다저스 인물들 중의 16번째로 올스턴을 임명하였다. 올스턴에 기념은 대어타운에 있는 밀퍼드 타운십 커뮤니티 공원에 위치해있다.